# Jānis Cakuls
Jānis Cakuls (ur. 4 lipca 1926 w Rudzāti, zm. 26 lutego 2022 w Rydze) – łotewski duchowny rzymskokatolicki, koadiutor administratur apostolskich Rygi i Lipawy w latach 1982–1990, administrator apostolski Rygi i Lipawy w latach 1990–1991, biskup pomocniczy Rygi w latach 1991–1993, od 1993 biskup pomocniczy senior archidiecezji ryskiej.

## Życiorys
Święcenia kapłańskie przyjął 18 września 1949. 9 listopada 1982 Jan Paweł II mianował go koadiutorem administratur apostolskich Rygi i Lipawy ze stolicą tytularną Tinista. Sakrę biskupią otrzymał 11 grudnia 1982. 23 maja 1990 objął urząd ordynariusza. 8 maja 1991 został mianowany biskupem pomocniczym Rygi. 18 czerwca 1993 zrezygnował z urzędu.